# 7863 Turnbull
7863 Turnbull è un asteroide della fascia principale. Scoperto nel 1981, presenta un'orbita caratterizzata da un semiasse maggiore pari a 3,1290828 UA e da un'eccentricità di 0,1862810, inclinata di 0,73899° rispetto all'eclittica. L'asteroide è stato così denominato in onore di Margaret Turnbull, astronoma statunitense particolarmente attiva nel campo dell'esobiologia.